# بن روي موتيلسون
بن روي موتيلسون  (بالإنجليزية: Ben Roy Mottelson)‏ هو عالم فيزياء دانمركي أمريكي حائر على جائزة نوبل للفيزياء عام 1975 بالمشاركة مع العالم الدنمركي آجي بور و جيمس رينوتر عن "تطويرهم نموذج بناء النواة الذرية"، وهو نموذج ليس كروي الشكل non-spherical geometry .
ولد بن روي موتيلسون في 9 يوليو 1926 في شيكاغو بولاية إلينوي ، وحصل على الدكتوراة في الفيزياء من جامعة هارفارد عام 1950.
ثم ذهب في بعثة من هارفارد إلى معهد نيلز بور بمدينة كوبنهاغن بالدنمارك وبقي فيها. أصبح أستاذا عام 1971 في المعهد الشمالي للفيزياء النظرية.

## روابط خارجية
- بن روي موتيلسون على موقع الموسوعة البريطانية (الإنجليزية)
- بن روي موتيلسون على موقع مونزينجر (الألمانية)
- بن روي موتيلسون على موقع إن إن دي بي (الإنجليزية)